# 帕登施泰特
帕登施泰特是德国石勒苏益格－荷尔斯泰因州的一个市镇。总面积14.60平方公里，总人口1521人，其中男性753人，女性768人（2011年12月31日），人口密度104人/平方公里。